# Piasco
Piasco (piemontesisch ël Piasch, okzitanisch lou Piasc) ist eine Gemeinde in der italienischen Provinz Cuneo (CN), Region Piemont.

## Lage und Einwohner
Piasco liegt 25 km nördlich von der Provinzhauptstadt Cuneo entfernt an der Varaita. Das Gemeindegebiet umfasst eine Fläche von 10 km² und hat 2762 Einwohner (Stand 31. Dezember 2023). Zur Gemeinde zählen auch die beiden Fraktionen (Frazioni) Sant’Antonio und Serravalle.
Die Nachbargemeinden sind Costigliole Saluzzo, Pagno, Rossana, Venasca und Verzuolo.

## Geschichte

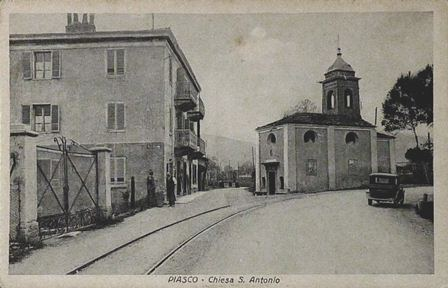
Piasco San Antonio, 1900, noch mit Straßenbahnschienen

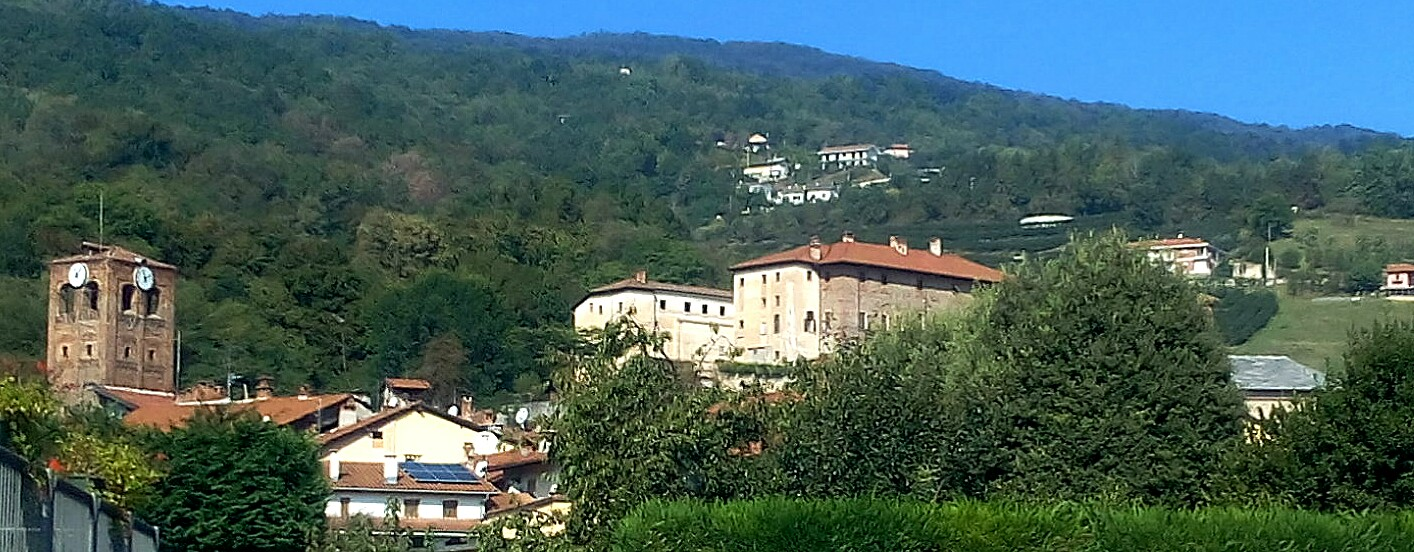
Panorama

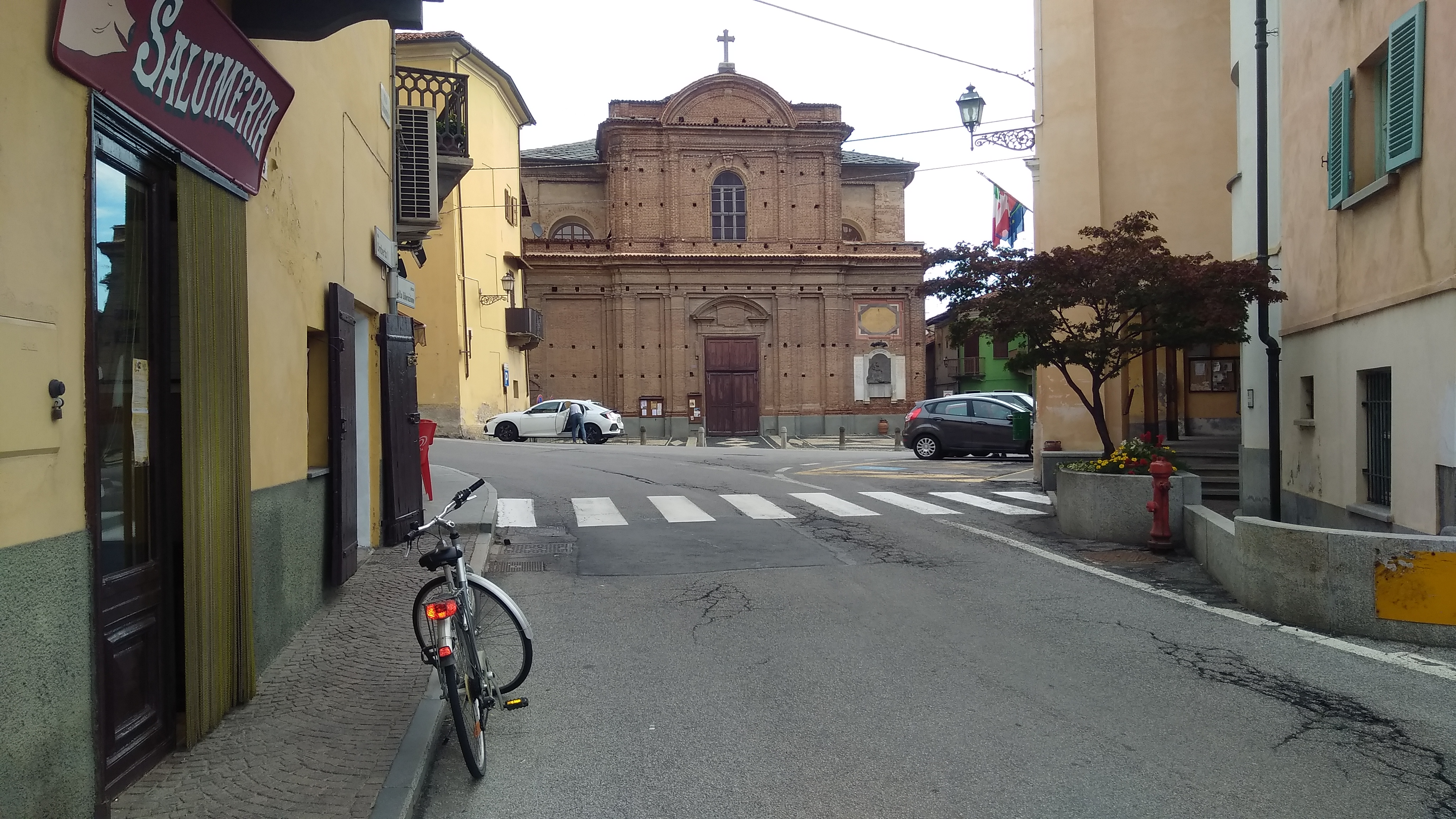
Kirche San Giovanni Battista

Der Ortsname erscheint in mittelalterlichen Zeugnissen mit „Herpeascus“, „Erpiaschus“, „Arpeascus“ und „Arpiascus“.
Seit dem frühen Mittelalter hatte das Dorf strategische Bedeutung und war Standort wichtiger Verteidigungsanlagen. Im Jahr 1037 ließ der Bischof von Turin Landolfo dort tatsächlich eine Burg mit zwei Türmen zur Verteidigung des Tals erbauen. Im 12. und 13. Jahrhundert war es ein Lehen der Herren von Verzuolo und Venasca, Vasallen des Bischofs von Turin. Im 13. Jahrhundert gehörte es den Markgrafen von Saluzzo.
Im Jahr 1548 fiel es an Frankreich, wo es bis zur Eroberung durch Savoyen blieb.
Zwischen 1887 und 1948 war die Gemeinde von der Straßenbahn Costigliole-Venasca bedient.
2018 wurde in Piasco ein Stolperstein für Giuseppe Gallina verlegt.

## Sehenswürdigkeiten
- Die Kapellen San Rocco, Santa Brigida und Sant’Anna
- Die 1612 erbaute Kirche der Bruderschaft
- Die Pfarrkirche San Giovanni Battista aus dem Jahr 1779
- Das Rathaus und der Glockenturm, die in vier Fensterreihen unterteilt sind.

## Wirtschaft
Der Harfenfabrikant Salvi hat hier, seit seiner Gründung 1956, seinen Standort. Die Firma ist Weltmarktführer im Bau von Konzertharfen. Seit 2006 ist das Victor Salvi Harp Museum für Besucher geöffnet. Es ist das erste und einzige Museum der Welt, das sich ausschließlich der Harfe widmet.